# 엘시티 게이트
엘시티 게이트는 해운대 엘시티 더샵 인허가를 둘러싼 금품 비리 사건이다.

## 해운대 엘시티 더샵
해운대 엘시티 사업은 2000년대부터 관광객 유치를 위해 해운대 지역에 건설하기로 하면서 시작하였다. 관광 상업시설로 조성될 계획이였던 이 사업은 2007년 엘시티가 민간 컨소시엄을 통해 민간사업자로 바뀌면서 시설의 용도 변경 등을 요구했으며, 부산광역시가 이를 승인하자 의혹이 일었다. 엘시티는 2008년 6월 도시개발구역 지정 변경을 통해 초고층 건물 내 주거를 허용받았다. 2009년에는 사업의 일부가 중심지 미관지구로 되어있어 주거 시설로 건축이 불가능하자, 엘시티는 개발 계획 변경안을 부산광역시에 제출하였으며, 이는 또 수용되었다. 이로서 주거시설을 할 수 있는 일반 미관지구로 변경됐다.

## 의혹
엘시티에 대한 의혹은 주거시설이 금지된 중심지 미관지구에서 주거시설 일반미관지구로 변경된 과정, 건축물 높이 60m 해제, 교통·환경영향평가가 부실하게 진행된 경위가 있다. 또한, 수익성을 이유로 여러 회사들이 포기한 엘시티 사업에 포스코건설이 시공을 하게 된 배경도 의혹이 있다. 또한, 최순실이 이 과정에 개입했다는 의혹이 있다.
2016년 12월 3일 《그것이 알고싶다》에서는 엘시티에 대한 의혹을 제기했다.

## 검찰 수사 및 재판
2016년 7월 부산지방검찰청 동부지청은 엘시티 비리 수사에 착수해 2016년 10월 24일 엘시티 비리 특별 수사팀을 확대편성하였고, 2017년 2월까지 수사하였다.
배덕광 전 자유한국당 의원이 엘시티 게이트와 관련하여 3심에서 징역 5년 및 벌금 1억 원, 추징금 약 9100만 원의 형을 선고받았다. 그러나 2심 선고 전에 의원직을 사퇴했다. 이에 따라 2018년 6월 재보궐선거가 지역구인 해운대구 을에서 치러졌고 윤준호 더불어민주당 후보가 당선되었다.

## 같이 보기
- 한국토지주택공사 직원 부동산 투기 의혹